# Vsévolod Ivànov
Vsévolod Viatxeslàvovitx Ivànov (rus: Все́волод Вячесла́вович Ива́нов AFI ˈfsʲɛvələd vʲɪtɕɪˈslavəvʲɪtɕ ɪˈvanəf) (12 de febrer, 1895, Lebiajie, ara província de Pavlodar, llavors óblast de Semipalàtinsk –15 d'agost, 1963, Moscou) fou un escriptor soviètic reconegut per les seves històries d'aventures situades a la part asiàtica de Rússia durant la Guerra Civil Russa.
Va néixer al nord del Kazakhstan al si d'una família de professors. De nen, Vsévolod s'escapà de casa per esdevenir pallasso en un circ ambulant. La seva primera història, publicada el 1915, va captivar Maksim Gorki, qui posteriorment aconsellà a Vsevolod al llarg de la seva carrera.
Ivànov s'enrolà a l'Exèrcit Roig durant la guerra civil i combatí a Sibèria. Aquest fet inspirà les seves històrietes, Partisans (1921) i Armoured Train (1922).
El 1922, Ivànov entrà al grup d'escriptors germans Serapion. Entre altres membres en destaquen: Nikolai Tíkhonov, Mikhaïl Zósxenko, Víktor Xklovski, Veniamín Kaverin, i Konstantín Fedin.
Les primeres novel·les d'Ivànov, Colored Winds (1922) i Azure Sands (1923), situades a la part asiàtica de Rússia incrementaren la importància del gènere de la literatura soviètica oriental. La seva novel·la Baby fou aclamada per Edmund Wilson com la millor historieta soviètica de la història.
Més tard, Ivànov va rebre crítiques dels bolxevics els quals afirmaven que els seus escrits eren massa pessimistes i que no quedava prou clar si els herois eren els rojos o els blancs.
El 1927, Ivànov va reescriure una de les seves historietes, Armoured Train 14-69, en una obra teatral. Aquest cop, el guió destacava el rol dels bolxevics durant la guerra civil. Després d'aquest, tots els seus escrits van decréixer en qualitat, i mai més va tornar a escriure res del nivell dels seus primers escrits.
Entre les seves darreres obres, que complien els requeriments del realisme socialista, hi trobem Adventures of a Fakir (1935) i The Taking of Berlin (1945). Durant la Segona Guerra Mundial, Ivànov treballà com a corresponsal de guerra per al diari Izvéstia.
El fill de Vsévolod, Viatxeslav Vsévolodovitx Ivànov, va esdevenir un dels filòlegs indoeuropeus més destacats de finals del segle vint. Vsévolod adoptà el fill il·legítim d'Isaak Bàbel, Emmanuïl, quan es casà amb la ez-dona d'aquest, Tamara Kaixirina. El nom d'Emmanuïl fou canviat pel de "Mikhaïl Ivànov" i més tard es convertí en un artista notable.